# Гараев, Аман Алланурович
Аман Алланурович Гараев (туркм. Aman Garaýew) — туркменский государственный деятель.

## Карьера
До 29.07.2009 — заместитель министра национальной безопасности Туркменистана.
29.07.2009 — 01.08.2012 — начальник Государственной службы по борьбе с наркотиками Туркменистана.
01.08.2012 — 05.10.2013 — начальник Государственной пограничной службы Туркменистана, командующий пограничными войсками Туркменистана.
5 октября 2013 года освобожден от должности в связи с переходом на другую работу. Дальнейшая судьба неизвестна.

## Награды и звания
- Медаль «Эдерменлик» (26.10.2009)
- Медаль «Watan onündâki birkemsiz harby gullugy üçin» III ст. (27.10.2010)

### Воинские звания
- Подполковник
- Полковник (27.10.2009)
- Генерал-майор (27.10.2010)

## Взыскания
- 02.12.2009 — Выговор за низкий уровень организации разъяснительно-пропагандистской деятельности по борьбе с противозаконным оборотом наркотических средств, а также ослабление контроля за проведением мер по борьбе с лицами, противозаконно использующими наркотические средства.
- 04.12.2011 — Строгий выговор за ослабление контроля над деятельностью подчиненных.